# Libu, Hubei
Libu är en köpinghuvudort i Kina. Den ligger i provinsen Hubei, i den centrala delen av landet, omkring 210 kilometer väster om provinshuvudstaden Wuhan. Antalet invånare är 22 235. Befolkningen består av 11 164 kvinnor och 11 071 män. Barn under 15 år utgör 11,0 %, vuxna 15-64 år 76 %, och äldre över 65 år 12,0 %.
Runt Libu är det tätbefolkat, med 442 invånare per kvadratkilometer. Närmaste större samhälle är Shashi, 17,1 km öster om Libu. Trakten runt Libu består till största delen av jordbruksmark.
Genomsnittlig årsnederbörd är 1 247 millimeter. Den regnigaste månaden är maj, med i genomsnitt 183 mm nederbörd, och den torraste är december, med 19 mm nederbörd.